# 椿葉記
椿葉記（ちんようき）とは、室町時代に伏見宮貞成親王（後崇光院）が著した伏見宮家の家譜。全1巻。南北朝時代後半の北朝及び室町時代の皇室史に関する歴史書として価値を有している。

## 概要

### 経緯
正平一統による崇光天皇の廃位から、後花園天皇の即位までの崇光天皇流の衰退と再興についての歴史を記している。
この流は本来持明院統の嫡流として位置づけられていたが、正平 /観応2年（1351年）に行われた正平一統の際に崇光天皇が南朝によって廃されて吉野に連行され、その間に室町幕府によって擁立された弟の後光厳天皇の系統が嫡流として扱われ、治天の君になる見込みを失った崇光上皇は失意のうちに没し、その子孫は衰退した。ところが、正長元年（1428年）になって後光厳天皇から4代続いた後光厳天皇流の皇統が称光天皇の急逝によって断絶し、治天の君で称光天皇の実父でもあった後小松上皇はやむを得ず崇光上皇の曾孫にして伏見宮貞成親王の長男であった彦仁王を自己の猶子として迎えて皇位を継承させた（後花園天皇）。
ところが、後小松上皇と伏見宮貞成親王の間にはこの皇位継承に関しては見解の相違があった。すなわち、上皇は新天皇を自己の実子として扱って後光厳天皇流の後継者として育てることを意図した。これに対して親王は新天皇を崇光天皇の曾孫として皇位を継承したものであり、77年ぶりの崇光天皇流の再興が成ったものとして、自分の在世中に天皇の実父として太上天皇の尊号を受けることを望んだ。
後花園天皇は正長元年（1428年）7月28日践祚、翌永享元年（1429年）12月27日即位式、永享2年（1430年）11月26日大嘗会が行われた。永享3年（1431年）3月24日に後小松上皇は出家して法皇となったが、依然として治天の君として朝廷における実権を握っており、貞成親王の意向を拒絶する態度を示していた。その頑なな姿勢は後小松法皇崩御の際に出された遺詔の中においても「貞成親王に太上天皇の尊号を授けることは認めない」ことが強く示されていた（『建内記』（文安4年3月6・23日条）・『満済准后日記』（永享5年10月23日条））。
そこで貞成親王は永享3年（1431年）11月ごろより、崇光天皇流を正統な皇統とする見解と自らに対する尊号に関する上奏文の準備を進めた（『看聞御記』）。翌永享4年（1432年）10月に最初の文書が完成して清書が行われ、書名を正統廃興記（しょうとうはいこうき）と命名した（『看聞御記』永享4年10月8日条）。ところが、後花園天皇への奏覧は様々な事情から実現せず、その間に貞成親王は永享5年（1433年）1月3日に行われた後花園天皇の元服までの記述を行い、更に書名も椿葉記と改めた。永享5年10月、後小松法皇崩御による諒闇問題をきっかけに後小松上皇近臣が掌握する朝廷と伏見宮の間での緊張が高まった。これを受けて、親王は追記を行って後小松天皇の遺詔を掲げて、貞成親王の天皇実父としての立場を認めようとしない廷臣たちへの反論とした。その一方で、貞成親王と見解を異にする後小松法皇の崩御によって奏覧行うことに対する危惧も薄らいでいった。このため、貞成親王は永享6年（1434年）8月27日に椿葉記を後花園天皇に奏覧し、9月1日になって天皇から嘉納したことを伝える書状が届けられたのである。
文安4年（1447年）11月27日、後花園天皇は後小松法皇の元側近らの反対論を抑えて、貞成親王に対して太上天皇の尊号宣下を行うことになる（後崇光院）。

### 内容
流暢典雅な仮名交和文体で構成されており、全体としては「崇光天皇流の歴史とその存在意義」「貞成親王自身の太上天皇尊号拝受の希望」「後花園天皇の君徳涵養」について論じた3つのまとまり及びその後追記された3件（後小松法皇の諒闇問題、皇室御領・伏見宮領の扱い、天皇生母（庭田幸子）の加階問題）から構成される。「崇光天皇流の歴史とその存在意義」においては、崇光天皇の廃位から後花園天皇の即位・元服までに至る崇光天皇とその子孫である伏見宮の歴史について記されている。「貞成親王自身の太上天皇尊号拝受の希望」においては、親王の個人的な名誉を求める部分も存在しているものの、崇光天皇流が皇室の嫡流であることを内外に認知させるためには貞成親王自身が単なる1皇親ではなく天皇の実父たるに相応しい社会的地位を得る必要があると考えたことによる。「後花園天皇の君徳涵養」においては、幼くして即位した後花園天皇が将来天皇として相応しい人物となることを願ってそのために必要なことを提言したものである。まず、琵琶などの芸術や和漢の学問、政務を行うために必要な法律や歴史の知識、和歌や源氏物語、伊勢物語などの文学作品などの知識を身につけることの重要性を説き、続いて天皇の実弟である貞常王の将来について配慮して兄弟仲良くすべきこと、伏見宮及び天皇に古くから仕えてきた人々に対しても相応の配慮を求めている。

### 諸本
『椿葉記』には永享3年から4年にかけて書かれた最初の草稿及び後花園天皇元服時と後小松法皇崩御後に2度にわたって増補・校訂された草稿の3種類が存在しており、伏見宮家から宮内庁書陵部に移されている（ただし、最初の草稿と見られる通称「甲本」は断簡のみ、次のものとされる通称「乙本」は一部欠け、最後のものとされる通称「丙本」はほぼ全文が伝わっている。なお、「丙本」は「乙本」の裏に貼りつけられており、「乙本」の一部が欠けるのは貞成親王が「丙本」を貼り付けた際に反故にされたと見られている）。複数回の校訂が行われた背景には、『椿葉記』の内容が、当時の治天の君である後小松法皇の意向に真っ向から対立せざるを得ない部分を含んでおり（特に太上天皇尊号の要望の件など）、こうした部分に関して慎重に推敲を重ねた結果であると考えられている。
乙本から更に推敲が加えられて貞成親王から後花園天皇に出されたとされる奏覧本の原本が残されていないため、全容の把握が困難である。また、奏覧本からの写本の系統を引くとされる旧伏見宮家所蔵以外の諸本も異同や明らかな脱落部分が多いとされている。これらの写本の多くが長年、皇室や公家の邸宅などに秘蔵されていたもので、その中でも大きく分けて東山御文庫所蔵本（現在御府御蔵）や葉室本（現在宮内庁書陵部所蔵）を祖形とする2系統が存在するが、その祖本とされる2種にしても誤字や脱文がかなりの箇所にのぼるとされている。更に、刊行されて民間に流布されてきたのは群書類従帝王部に収められたものであるが、底本の伝来経緯が不明の状態で東山御文庫本・葉室本とも文章の違いがあり、異なる系統に属するとも言われている。
戦後になって、村田正志が東山御文庫本のほぼ忠実な写本とされている三条西家所蔵本を底本に、同じ東山御文庫系統の藤波本（細川幽斎による写本が藤波家を経て宮内庁書陵部に伝えられたもの）や葉室本、群書類従本を元に補訂して、更に伏見宮家の3種の草稿を掲載して対照可能とした『證註椿葉記』を刊行している。また、宮内庁書陵部も1985年に「乙本」と「丙本」の複製を吉川弘文館から限定刊行している。

## 椿葉の影
貞成親王は当初、この書に正統な皇統である崇光天皇流が一旦は廃れて、再び興ったことを記したものであるという意味から『正統廃興記』と命名した。だが、後花園天皇の元服までの記述を追記した永享5年2月になって書名をより穏当な『椿葉記』に改めた。
「椿葉」とは、元々『新撰朗詠集』に納められた大江朝綱（後江相公）による「徳ハ是レ北辰、椿葉之影再ビ改マル、尊ハ猶ホ南面、松花之色十廻」という漢詩に由来する。これは、天子の治世が『荘子』（逍遥遊）において8千年の寿命があると記された椿の葉が2度生え変わる（すなわち1万6千年）まで長く続く事を願った詩であった。『増鏡』（三神山）において、承久の乱の影響によって皇統が守貞親王（後高倉院）流に移されて皇位継承から排除されていた後鳥羽天皇流の土御門殿の宮（土御門天皇の皇子）が石清水八幡宮に参詣したところ、「椿葉の影ふたたびあらたまる」という神託を受けた。その後、守貞親王流は四条天皇の崩御をもって断絶し、土御門殿の宮が急遽新しい天皇（後嵯峨天皇）として擁立されたという話が記されている。神託のくだりは、前述の大江朝綱の漢詩を基にして作成された逸話に由来したものと考えられている（『古今著聞集』巻8にも類似の逸話が所収されている）。
貞成親王は『椿葉記』の奏覧の辞において、後花園天皇による崇光天皇流の再興を「後嵯峨院の御例」（後嵯峨天皇による後鳥羽天皇流の再興）に擬え、著名な八幡の御託宣（「椿葉影再改」）のためしを引いて『椿葉記』と命名したと記されている。また、後嵯峨天皇以後、皇統は持明院統と大覚寺統に分立し、その中でも持明院統は崇光天皇流と後光厳天皇流、大覚寺統は後二条天皇流と後醍醐天皇流に更に分立していった。『椿葉記』の執筆意図には、後花園天皇の属する崇光天皇流こそが後嵯峨天皇を継承する正統な皇統であることを示す意図があったとされている。後嵯峨天皇の故事を通じて「椿葉の影」という言葉には、大江朝綱の詩に本来含まれていなかった皇統の継承という意味合いが込められるようになっていったのである。